# Alfred Wittinghofer
Alfred Wittinghofer (* 23. Mai 1943) ist ein deutscher Biochemiker.
Wittinghofer studierte ab 1963 Chemie an der TH Aachen mit dem Diplom-Abschluss 1968 und der Promotion (am Deutschen Wollforschungszentrum in Aachen) 1971. Danach war er bis 1973 als Post-Doktorand an der University of North Carolina und ab 1974 Wissenschaftlicher Assistent am Max-Planck-Institut für medizinische Forschung in Heidelberg. Ab 1980 war er dort Gruppenleiter. 1992 habilitierte er sich an der Universität Heidelberg in Biochemie. Er war von 1993 bis 2009 Direktor der Abteilung Strukturelle Biologie am Max-Planck-Institut für molekulare Physiologie in Dortmund, seit 1994 war Honorarprofessor für Biochemie an der Ruhr-Universität Bochum. Von 2009 bis 2016 war er "Emeritiertes Wissenschaftliches Mitglied" des Instituts. Seit 2017 widmet er seine Interessen der Philosophie der Naturwissenschaften, im Dienste der Erkenntnis und Gesellschaft. 
Wittinghofer und Kollegen untersuchten die Struktur, Funktion und Wirkungsweise des Onkogen-Produkts Ras.

## Preise, Auszeichnungen und Mitgliedschaften
- Louis-Jeantet-Preis für Medizin (2001)
- Mitglied der Leopoldina (2001)[2]
- Richard-Kuhn-Medaille der Gesellschaft Deutscher Chemiker (2002)
- Deutscher Krebspreis (2003)
- Otto-Warburg-Medaille (2003)
- Mitglied der Nordrhein-Westfälischen Akademie der Wissenschaften (seit 2002)
- Mitglied der Academia Europaea (seit 2001)
- Ehrenmitglied der Japanischen Biochemischen Gesellschaft (seit 2002)
- Mitglied der EMBO (seit 1995)
- Felix Hoppe-Seyler Vorlesung (1998)
- Rudolf-Virchow-Vorlesung der Universität Würzburg (2002)